# Edward Kawak
Edward Kawak connu aussi sous le nom d'Eduardo Kawak, né le 28 février 1959 à Zahlé et mort le 21 mai 2006 à Pékin,, est un culturiste français. 
Il a remporté cinq fois le concours de Mr Univers, en 1982, 1983, 1984, 1985 et 1993. Il est aussi 8 fois champion du monde et 7 fois champion d'Europe.